# 萊克羅亞爾 (北卡羅萊納州)
萊克羅亞爾（英語：Lake Loyal）是位於美國北卡羅萊納州富蘭克林縣的普查規定居民點。

## 人口
根據2020年美國人口普查的數據，萊克羅亞爾的面積為18.25平方千米，當中陸地面積為16.86平方千米，而水域面積為1.39平方千米。當地共有人口3392人，而人口密度為每平方千米185.86人。